# Траки (Калифорнија)
Траки (енгл. Truckee) град је у америчкој савезној држави Калифорнија. По попису становништва из 2010. у њему је живело 16.180 становника.

## Демографија
Према попису становништва из 2010. у граду је живело 16.180 становника, што је 2.316 (16,7%) становника више него 2000. године.
| Група             | 2000.          | 2010.          |
| Белци             | 11.637 (83,9%) | 12.568 (77,7%) |
| Афроамериканци    | 34 (0,2%)      | 60 (0,4%)      |
| Азијати           | 120 (0,9%)     | 241 (1,5%)     |
| Хиспаноамериканци | 1.773 (12,8%)  | 3.016 (18,6%)  |
| Укупно            | 13.864         | 16.180         |